# 參議院憲法第5號修正案
加州参议院第5号宪法修正案（SCA-5）于2012年12月3日由加州参议员爱德华·埃尔南德斯（Edward Hernandez）提交给加州参议院。这项倡议将要求选民考虑取消加州209號法案中禁止在加州公立大学和学院的招聘、招生和留校计划中使用种族、性别、肤色、族裔或民族血统的规定。SCA-5于2014年1月30日在加州参议院获得通过，但随后由于亚裔美国人的强烈反对，被埃尔南德斯撤回。

## SCA 5的背景和内容

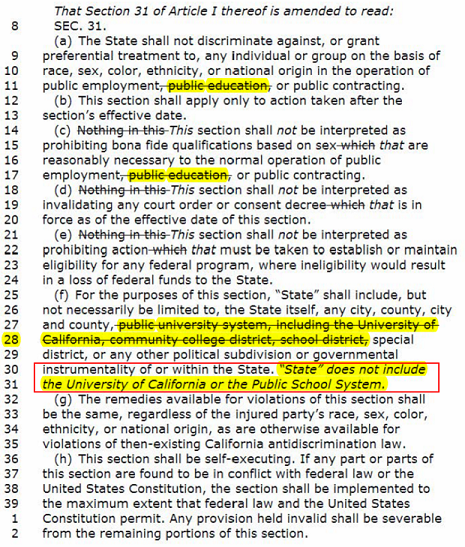
加州参议院第5号宪法修正案主要修改内容

209号提案禁止州政府机构区别对待种族、性别或族裔，特别是在公共就业、公共承包和公共教育领域。
埃尔南德斯在2011年提出了参议院185号法案，该法案旨在实现SCA 5的初衷，随后被州长杰里·布朗（Jerry Brown）否决。
SCA 5主要包含以下两件主旨：
- 删除第209号提案实施的具体规定，该提案禁止加州在公共教育的运作中歧视或给予个人或群体基于种族、性别、族裔或民族血统的优惠待遇。
- 将加州大学和公立学校系统从第1条第31款下的“州”定义中删除，从而废除209号提案对这些实体的适用性。

## 支持
该法案的主要编撰者参议员埃尔南德斯认为，由于209号提案的推出，“加州公立大学的拉丁美洲、非洲裔和土著美洲学生的比例急剧下降，尽管这些群体中能够在高中毕业获得大学入学资格的人数比例稳步上升。”
在法案分析中，同样的支持理由总结如下：
“据编撰者办公室表示，在1996年11月通过209号提案之后，加州大学和加州州立大学招收的少数族裔学生的百分比立即显著下降。编撰者办公室感到担心的是，尽管新的入学资格要求和招生倡议帮助恢复招收了部分处于代表性劣势的学生，但符合加州大学和加州州立大学资质的代表劣势的学生的比例并没有跟上他们现在所在的高中毕业班的人数比例。”
2014年2月24日，加州大学洛杉矶分校（UCLA）校长吉恩·布洛克向所有学生和院系发出公开信，表示强烈反对209号提案。
以下亚裔美国人组织支持SCA 5:
- 亚美公义促进中心 | 亚裔法律核心小组
- 加州大学亚太岛民政策多校区研究计划（AAPI政策MRP）
- 亚美及太平洋岛民教育研究国家委员会（CARE）
- 支持平权行动的中国人
- 民权工程
- 亚太地区美国高等教育协会（APAHE）
- 东南亚资源中心（SEARAC）
- 苗族创新政团 （HIP）

根据立法机构的记录，以下组织支持SCA 5：
- 美国州县和市政工人联合会
- 美国大学妇女协会
- 加州医疗保健区协会
- 巴塞特教师协会
- 加州医师助理学院
- 加州护士执业协会
- 加州黑人商会
- 加州黑人健康网络
- 加州社区联合研究所
- 加州医院协会
- 加州医疗协会
- 加州护士协会
- 加州泛民族健康网络
- 加州药剂师协会
- 加州初级保健协会
- 加利福尼亚州学生会
- 加州教师协会
- 平权正义促进会
- 加州平权
- 加州健康通道
- 拉美裔大学协会
- 旧金山湾区民权律师委员会
- 南加州医学肿瘤协会。
- 通过组织改善社区
- 公共倡议
- 格林学院
- 加州大学学生会
- 西方法律与贫困中心

## 反对
加州州参议院少数党领袖鲍勃·赫夫在州参议院对SCA-5表示反对。民主党人余胤良（Leland Yee）、刘云平（Ted Lieu）和刘璿卿（Carol Liu）是在参议院投票支持SCA-5的人之一，但鉴于公众的强烈反对，此后这三位参议员要求埃尔南德斯在议会投票中保留该法案，以便更好地评估其潜在影响。此外，议员周本立（Ed Chau）承诺，如果SCA 5在州议会表决，他会投反对票。
立法机关记录中的反对组织：
- 美国民权联盟

反对SCA 5的其他组织和个人包括：
- 美国民权运动协会（英语：American Civil Rights Institute）及沃德·康纳利（英语：Ward Connerly）[12]
- 平权代表项目
- 世纪基金会
- 个人权利中心
- 华裔联合会（代表约100个华裔组织）
- 80-20促進會
- 百人会
- 亚裔美国人争取政治促进会
- 骨干基金
- 中国平等联盟
- 华裔争取进步与平等会
- 中国联合
- 中国青年专业人才网
- 中美授权研究所
- 东方华联
- 迈阿密里昂商人协会
- 迈阿密华侨华人协会
- 硅谷华人协会
- 南佛罗里达州中国科教文化协会
- 佛罗里达华人协会联合会
- 美国费城华裔联合商会
- 大休斯顿华人校友联合会
- 亚裔美国人联合促进会
- 美国东部华人联合会
- 联合中国基金会
- 世界华人精英协会
- 中美海洋与大气协会
- 80-20亚裔美国人PAC弗吉尼亚马里兰特区分会
- 南加州大学校友会
- 圣地亚哥亚裔美国人平权会
- 印美政治教育论坛
- 华裔争取进步与平等会
- 亚裔选民
- 中国大学校友联合会
- 橙色俱乐部

### 反对论点
反对SCA 5的主要论点包括：
未能解决根本问题
- 要解决高校招生失败的问题，必须从根本上找出问题的根源，提高K-12教育的质量和教育范围。人为降低一小部分学生的录取标准并不能解决根本问题。另一方面，还应增加高校招生数，容纳有资质的学生。

追求错误的多样性标准
- 多样性是由不同人群不同生活经历、思维模式、解决问题的方法和新奇视角组成的，而不是由肤色的表面差异来组成。提高教育的多样性是为了提高学生不同的思维方法和解决问题的技能，使他们能够更好地为以后的生活挑战做好准备，而不应该只是增加不同肤色的人数。

错误地指责209号提案
- 加州大学已经带头在全国录取有才华且在社会经济上处于劣势的学生。2011-2012年，加州大学和加州州立大学的入学学生中，41%是受佩尔助学金资助的学生（即，通常是家庭收入低于20,000美元的本科生）。[13]
- 通过采用种族和性别中立政策，所有种族和人种的结业率都有所提高。[6]

依赖不可靠的基础支持数据
- 埃尔南德斯没有提供公开的数据来源来支持他对问题的陈述。他的数据也有选择地摘取加州大学系统的几个校区（如加州大学洛杉矶分校和加州大学伯克利分校）或1996年之后的单独年份（例如2004年被单独列出）。
- 根据可公开获取的数据，无可争辩的是，在绝对数量和百分比上，就读于加州大学的少数族裔都有所增加。对比1996年和2013年的数据：加州的黑人学生从4%增加到4.3%（该族群占本地人口6.6%），奇卡诺裔和拉丁美裔的学生从14.3%增加到27.8%（该族群占本地人口38.2%），亚裔学生从32%增加到35.9%（该族群占本地人口13.9%）。学生人数减少的唯一种族是白人（从41%下降到27.9%，该族群占本地人口39.4%）。[13][14]

政策无效且有害
- 在大学入学时对某些种族群体的优惠待遇将不可避免地剥夺其他种族群体获得同一教育制度的机会，例如，制造或维持一定数量的亚洲配额。这可能会增加加州种族对立的紧张感，甚至增加敌对的风险。
- 根据最新研究，大学录取中基于种族的优惠待遇不起作用。[15]

## 公众反应

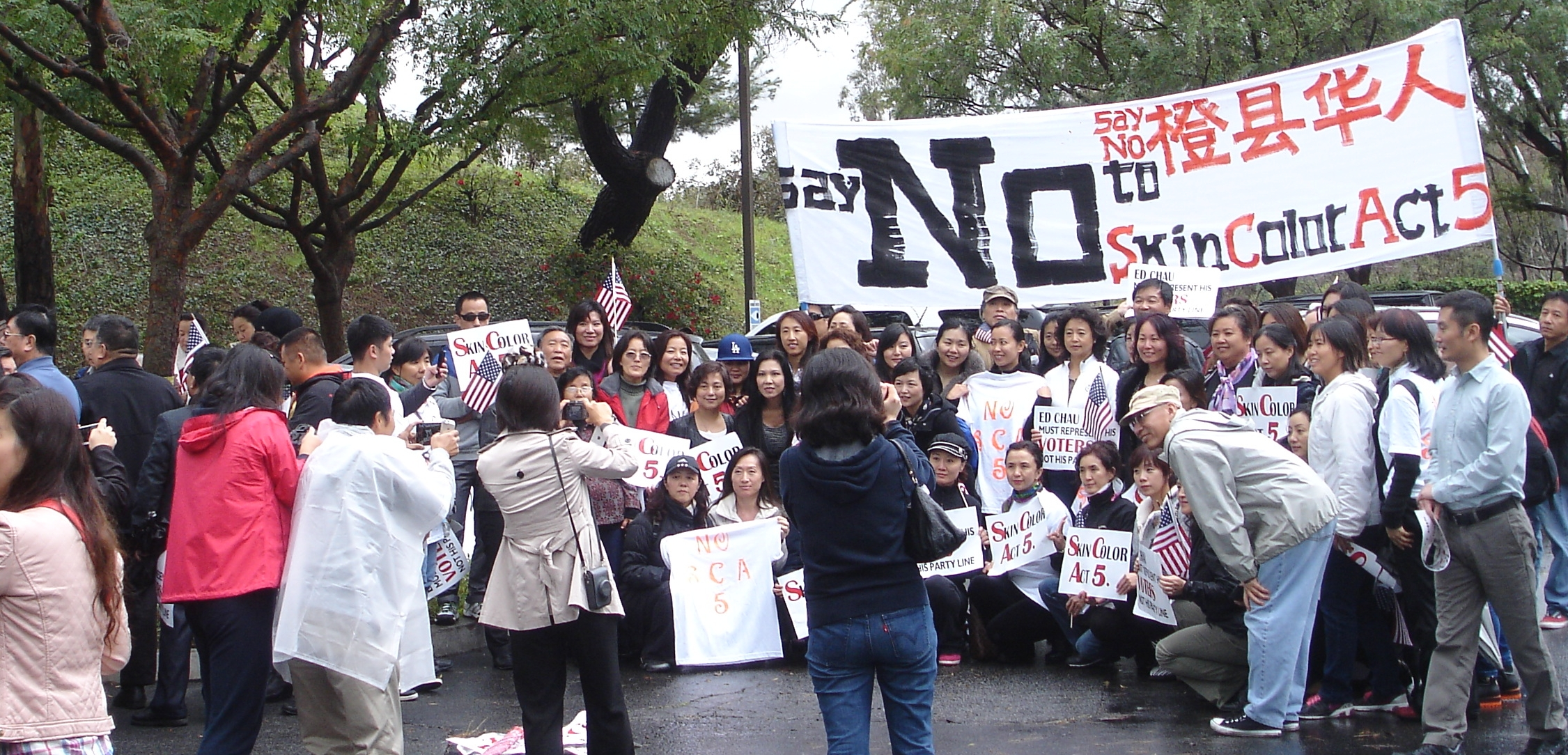
在蒙特利公园的州议员办公室外抗议SCA 5的美籍华人

SCA 5在州参议院通过后受到了公众的高度关注。一份Change.org请愿书已经发起，要求州议会对SCA 5投反对票。请愿书在不到两周的时间里获得了8万多名支持者。

## 立法行动
SCA 5于2014年1月30日在州参议院依政黨投票獲得通過，民主黨27票贊成，共和黨9票反對，然后移交给议会。2014年3月17日，应埃尔南德斯的请求，议会议长约翰·佩雷斯（John Pérez）将这项措施交回参议院。佩雷斯在与埃尔南德斯的一份联合声明中宣布成立两院制委员会，负责加州高等教育系统中有关招聘、招生和留校的问题。参议院临时主席达雷尔·斯坦伯格（Darrell Steinberg）也发表声明表示，他是SCA 5的支持者：“我期待着与埃尔南德斯参议员、我的参议院同僚和议会合作，让所有社群聚集在一起，认真、冷静地审议平权行动。”

## 当前情况
当时，Change.org提出的停止该法案的请愿书有112,000多人签名，在1月份投票支持该法案的三名民主党参议员的要求下，埃尔南德斯参议员搁置了该法案。之后没有采取进一步行动或尝试恢复该法案的行动。
《1726号议会法案》被一些人视为SCA 5重启的前奏，于2016年底签署写入法律。
2019年4月22日：层级：党派法案（民主党8-0），状态：于2019年2月27日推出 - 完成25%，行动：2019年4月4日 - 定于4月24日举办听证会。未定：参议院治理和财务委员会的听证会：4月24日参议院治理和财务听证会，文本链接：https://legiscan.com/CA/Text/SCA5/2019（页面存档备份，存于）
2019年，加州众议院第5号宪法修正案企图全面删除209法案所有内容。

## 另请参阅
- 加州教育平权行动修正案（2014） （页面存档备份，存于）
- 2020年加利福尼亞州16號提案